# Percy Sladen

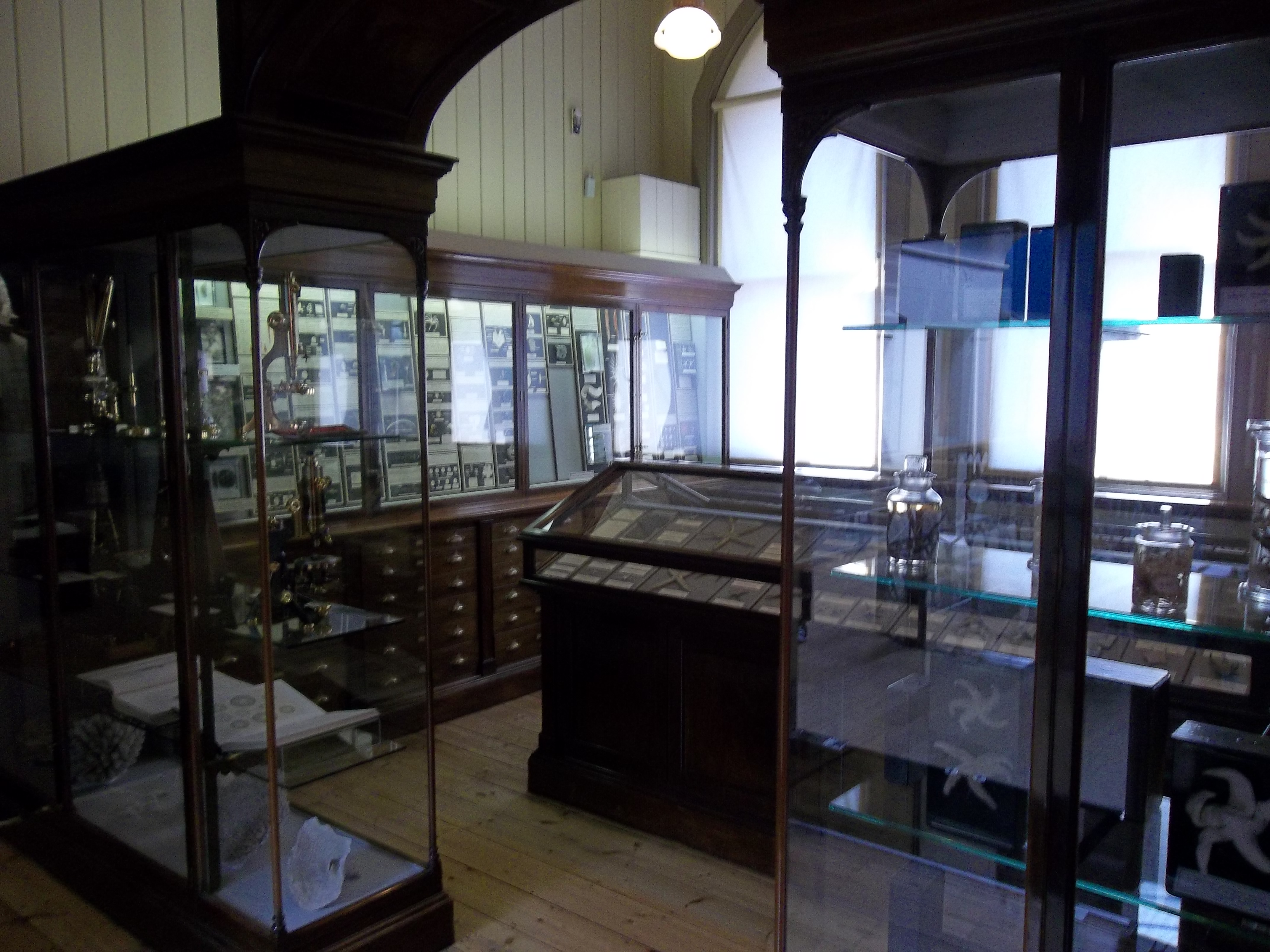
De Sladen Collection in Exeter

Walter Percy Sladen (Halifax, 30 juni 1849 – Florence, 11 juni 1900) was een Engels zoöloog en paleontoloog, gespecialiseerd in stekelhuidigen. Op dit gebied was Sladen autodidact. Hij bezocht geen universiteit en volgde geen wetenschappelijke opleiding. Dat weerhield Charles Wyville Thomson en William Benjamin Carpenter er niet van om hem te vragen voor het beschrijven en op naam brengen van de zeesterren die tijdens de Challenger-expeditie waren verzameld.

## Levensschets
Walter Percy Sladen werd op 30 juni 1849 geboren in "Meerclough House" in Halifax in Yorkshire, als oudste zoon van Ashton Sladen (geboren 1820), een rijke handelaar in leer, uit een familie die al driehonderd jaar in Yorkshire was gevestigd. Zijn moeder overleed voordat hij tien jaar oud was. Hij ging vanaf 1861 naar een grammar school in Hipperholme (vlak bij Halifax). In mei 1865 ging hij naar "Marlborough College" in Marlborough, vooral om daar klassieke en moderne talen te leren. Na zijn school in Marlborough te hebben afgerond, keerde hij terug naar Halifax.
Gezien de rijkdom van zijn vader hoefde Sladen niet te werken. Terug in Halifax wijdde hij zich aan de natuurlijke historie. In 1871 was hij mede-oprichter van de Halifax Philosophical and Literary Society. Met deze groep natuurliefhebbers bezocht hij voornamelijk plaatsen langs de Britse en Ierse kust. De tijdens zulke excursies verzamelde dieren werden vervolgens in het gebouw van de Halifax Society (ook wel Halifax Museum genoemd) opengesneden en bestudeerd. Sladen bouwde daarbij een flinke kennis van de anatomie op, en kreeg grote vaardigheid in het ontleden en prepareren van dierlijk materiaal. In die tijd raakte hij ook gefascineerd door de stekelhuidigen. De ontdekking, niet lang daarvoor, van een levende zeelelie (Conocrinus lofotensis, door Michael Sars) speelde daarin een rol. Sladen kreeg zelf op zeker moment de gelegenheid om een groep fossiele zeelelies te bestuderen, en publiceerde daar z'n eerste wetenschappelijke artikel over: "On the genus Poteriocrinus and allied forms" (1877). Hij was toen, blijkens de publicatie, al Fellow of the Linnean Society en Fellow of the Geological Society.
Rond diezelfde tijd werd een bijzondere slangster opgedregd uit de wateren bij Madagaskar. De soort leek kenmerken van zeesterren en slangsterren in zich te combineren. Dat was groot nieuws in een tijd, nog geen twintig jaar na het verschijnen van On the origin of species, dat wetenschappers hard op zoek waren naar allerlei tussenvormen tussen bekende levensvormen, als bewijs voor het bestaan van evolutie. Het specimen werd naar Sladen opgestuurd, die voor een beschrijving en een naam moest zorgen. Hij gaf het geslacht de naam Astrophiura, een versmelting van "Asterias" en "Ophiura", en creëerde er de familie Astrophiuridae voor. Die familie wordt inmiddels niet meer onderscheiden; het geslacht werd later bij de familie Ophiuridae ondergebracht, in de typische onderfamilie Ophiurinae.
In 1877 verscheen over de stekelhuidigen die verzameld waren bij de Arctic Expedition van 1875–76 een rapport dat Sladen samen met Peter Martin Duncan schreef. Met die auteur werkte hij lange tijd vruchtbaar samen, en er verschenen later meer publicaties die door hen samen waren opgesteld. Hun omvangrijkste coproductie betrof de fossiele stekelhuidigen van India, waarvan afzonderlijke delen tussen 1882 en 1886 verschenen.
Van 8 december 1878 tot 17 februari 1879 was Sladen in het marien biologisch station in Napels, waar de British Association for the Advancement of Science permanent laboratoriumfaciliteiten had. Slecht weer maakte een voorgenomen experiment met zee-egellarven onmogelijk, en als alternatief bestudeerde hij de pedicellariën op de huid van Sphaerechinus granularis. In 1880 verscheen daarvan een rapport in de Annals and Magazine of Natural History. De relevantie van dat rapport ligt erin dat de pedicellariën niet lang daarna werden opgevat als een belangrijk kenmerk om onderscheid te maken tussen de hogere taxonomische rangen van de zeesterren.
In 1881, nadat zijn onderzoek van Napels was gepubliceerd, werd Sladen benaderd door Charles Wyville Thomson en William Benjamin Carpenter, die de Challenger-expeditie (van december 1872 tot mei 1876) hadden georganiseerd. Zij verzochten hem om de systematische beschrijving te verzorgen van de bij die expeditie verzamelde zeesterren. Ter voorbereiding van dat werk maakte Sladen in 1882 een reis langs de Europese musea die een collectie zeesterren van enig belang hadden. Zijn talenkennis hielp hem om daarbij contacten te smeden met curatoren, met wie hij in het vervolg regelmatig correspondentie onderhield, en literatuur en specimens uitwisselde. Sladen werkte ongeveer tien jaar aan de zeesterren van de Challenger-expeditie, en droeg ongeveer 1000 pagina's bij van de in totaal bijna 30.000 die er over de expeditie verschenen. Hij beschreef en benoemde 34 nieuwe geslachten en 184 nieuwe soorten van die ene expeditie. Sladen heeft naderhand ook gewerkt aan de stekelhuidigen die werden verzameld bij expedities die in navolging van de Challenger werden ondernomen. Ten tijde van zijn overlijden was hij bezig met die van de "Albatross".
In 1883 verhuisde Sladen van Halifax naar Orsett House in Ewell in Surrey, om dichter bij de referentiecollecties te zijn die hij nodig had bij zijn werk, met name het British Museum (Natural History) en de geassocieerde bibliotheek, en de Zoological Society, de Geological Society en de Linnean Society. Twee jaar later werd hij verkozen als Zoological Secretary van de Linnean Society, een functie die hij tot 1895 bekleedde. In 1890 verplaatste hij zijn huishouden nogmaals, naar Hyde-Park-Gate in Londen dit keer, waar zijn bezigheden voor de BAAS en de drie Societies geconcentreerd waren. In datzelfde jaar huwde hij Constance Anderson, de oudste dochter van William Charles Anderson, een arts, en een jaar ouder dan hijzelf. Ze kenden elkaar al twintig jaar. Constance was een kunstenares wier werk regelmatig werd geëxposeerd, en daarnaast was ze een deskundige op het gebied van de archeologie van Yorkshire.
Vanaf 1890 ging Sladens gezondheid achteruit, en vanaf 1894 was hij vooral bezig met familiezaken. Toen zijn vader overleed werd hij verantwoordelijk voor zijn jongere halfbroers en -zusters, en hij hielp zijn oom John Dawson met het beheer van het landgoed Northbrook Park, aan de rand van Exeter. In 1898 erfde hij dat landgoed, en ging er wonen. In 1895 was hij nog verkozen als vicevoorzitter van de Linnean Society maar die post gaf hij enkele maanden later al op vanwege zijn slechte gezondheid. Na de publicatie van zijn werk over de Challenger-expeditie volgden nog slechts twee relatief korte artikelen. Zijn manuscripten over fossiele zeesterren uit het Krijt bleven onafgemaakt, en werden later aangevuld en gepubliceerd door William Kingdon Spencer.
In april 1900 voelde Sladen zich goed genoeg om met zijn echtgenote een reis naar Italië te maken. Ze verbleven zes weken in Rome, om van daar naar Florence te vertrekken, waar ze nog een week aan sightseeing deden. Tijdens een wandeling in de ochtend van 11 juni 1900 zakte Sladen echter in elkaar. Hij werd naar het ziekenhuis gebracht, waar hij enkele uren later overleed. Zijn stoffelijk overschot werd gerepatrieerd, en begraven op het kerkhof van Saint Luke's Church in Exeter, op steenworp afstand van zijn landgoed. Zijn echtgenote werd op 15 december 1904 een van de eerste vrouwelijke leden van de Linnean Society. Ze overleed op 17 januari 1906.
In de jaren na Sladens overlijden heeft Constance ervoor gezorgd dat zijn uitgebreide verzameling specimens en boeken als één collectie bewaard bleef. Daartoe schonk ze de hele collectie aan het Royal Albert Memorial Museum in Exeter, samen met een onbekend geldbedrag dat genoeg was om een ruimte voor de collectie te bouwen en deze te onderhouden, op voorwaarde dat: "...the collection be kept together in a separate room in proper condition and be accessible to students at all reasonable times, and that it be known as The Sladen Collection." De collectie werd ondergebracht in een mahoniehouten kabinet waarvan het construeren een jaar in beslag nam. Een catalogus van de collectie werd door Francis W.E. Rowe samengesteld en in september 1974 uitgegeven door de Linnean Society. Onderdeel van de collectie is de foraminiferenverzameling van William Benjamin Carpenter, die door Sladen werd gekocht van zijn zoon, Philip Herbert Carpenter.
Sladen was vanaf 2 maart 1876 Fellow of the Linnean Society, vanaf 1877 Fellow of the Geological Society, en vanaf 1894 Fellow of the Zoological Society.

## Publicaties
| 1877. | On the genus Poteriocrinus and allied forms. Proceedings of the Geological and Polytechnic Society of the West Riding of Yorkshire 6 (n.s. 1): 242–253; BHL |
| –     | met P.M. Duncan. Report on the Echinodermata collected during the Arctic Expedition, 1875–6. Annals and Magazine of Natural History ser. 4, 20(120): 449–470; BHL                                                                                                |
| 1878. | On Astrophiura permira, an echinoderm intermediate between Ophiuroidea and Asteroidea. Proceedings of the Royal Society 27: 456–457; BHL |
| 1879. | On the Asteroidea and Echinoidea of the Korean Seas. Journal of the Linnean Society, Zoology 14: 424–455; BHL |
| –     | On Lepidodiscus lebouri, a new species of Agelacrinitidae from the Carboniferous Series of Northumberland. Quarterly Journal of the Geological Society 35: 744–751; BHL                                                                                          |
| –     | On the structure of Astrophiura, a new and aberrant genus of Echinodermata. Annals and Magazin of Natural History Series ser. 5, 4: 401–415; BHL |
| 1880. | On a remarkable Form of Pedicellaria, and the Functions performed thereby, together with General Observations on the Allied Forms of this Organ in the Echinidae. Annals and Magazine of Natural History ser. 5, 6: 101–114; BHL                                 |
| 1881. | met P.M. Duncan. A memoir on the Echinodermata of the Arctic Sea to the west of Greenland: 1–82, pl. 1–6; BHL |
| 1882. | The Asteroidea of H.M.S. "Challenger" Expedition – Part I. Pterasteridae. Journal of the Linnean Society of London, Zoology 16: 189–246; BHL |
| –     | Asteroidea dredged during the cruise of the "Knight Errant" in July and August 1880. Proceedings of the Royal Society of Edinburgh 11: 698–707; BHL |
| 1882  | –86. met P.M. Duncan. Fossil Echinoidea of western Sind and the Coast of Bilúchístán and of the Persian Gulf, from the Tertiary Formations. Memoirs of the Geological Survey of India. Palaeontologia Indica ser. 14, 1(3): 1–382, pl. 1–58; BHL                 |
| 1883. | Description of Mimaster, a genus of Asteroidea from the Faeroe Channel. Transactions of the Royal Society of Edinburgh 30(2): 579–584, pl. 34; BHL |
| –     | The Asteroidea of H.M.S. "Challenger" Expedition – Part II. Astropectinidae. Journal of the Linnean Society of London, Zoology 17: 214–269; BHL |
| –     | Asteroidea dredged in the Faeröe Channel during the cruise of H.M.S. "Triton" in August 1882. Transactions of the Royal Society of Edinburgh 32: 153–164; BHL |
| –     | met P.M. Duncan. The Fossil Echinoidea of Kachh and Kattywar. Memoirs of the Geological Survey of India. Palaeontologia Indica ser. 14, 1(4): 1–91, pl. 1–13; BHL                                                                                                |
| 1884. | The classificatory position of Hemiaster elongatus, Duncan & Sladen: a reply to a criticism by Prof. Sven Lovén. Annals and Magazine of Natural History ser. 5, 14: 225–242; BHL                                                                                 |
| 1887. | met P.M. Duncan. On some points in the morphology and classification of the Saleniidae, Agassiz. Annals and Magazine of Natural History ser. 5, 19: 117–137; BHL                                                                                                 |
| 1888. | met P.M. Duncan. Objections to the genera Pseudopygaulus, Coquand, Trachyaster, Pomel, and Ditremaster, Munier-Chalmas: their species restored to Eolampas, Dunc. & Sladen, and Hemiaster, Desor. Annals And Magazine of Natural History ser. 6, 2: 327–336; BHL |
| –     | Report on the Asteroidea. Report on the Scientific Results of the Voyage of H.M.S. "Challenger" during the years 1873–1876, Zoology 30(51): 1–893; BHL, pl. 1–118; BHL                                                                                           |
| –     | met P.M. Duncan. On the Echinoidea of the Mergui Archipelago, collected for the Trustees of the Indian Museum, Calcutta, by Dr. John Anderson F.R.S., Superintendent of the Museum. Journal of the Linnean Society, Zoology 21: 316–319; BHL                     |
| –     | On the Asteroidea of the Mergui Archipelago, collected for the Trustees of the Indian Museum, Calcutta, by Dr. John Anderson F.R.S., Superintendent of the Museum. Journal of the Linnean Society, Zoology 21: 319–331; BHL                                      |
| 1891. | Report on a collection of Echinodermata from the south-west coast of Ireland, dredged in 1888 by a committee appointed by the Royal Irish Academy. Proceedings of the Royal Irish Academy ser. 3, 1: 687–704, pl. 25–29; BHL                                     |
| 1891  | –1908. met W.K. Spencer Asteroidea and Ophiuridea. A monograph on the British fossil Echinodermata from the Cretaceous Formations 2(1–5): 1–138, pl. 1–29; Palaeontographic Society London. BHL                                                                  |

- Gemeinsame Normdatei: 1055295836
- International Standard Name Identifier: 0000 0000 7478 6123
- Nederlandse Thesaurus van Auteursnamen: 261988557
- Système universitaire de documentation: 079506070
- Virtual International Authority File: 104491080
- WorldCat: E39PBJmdwHrDTYJCKbXTfDPqQq